# Карі (приправа)

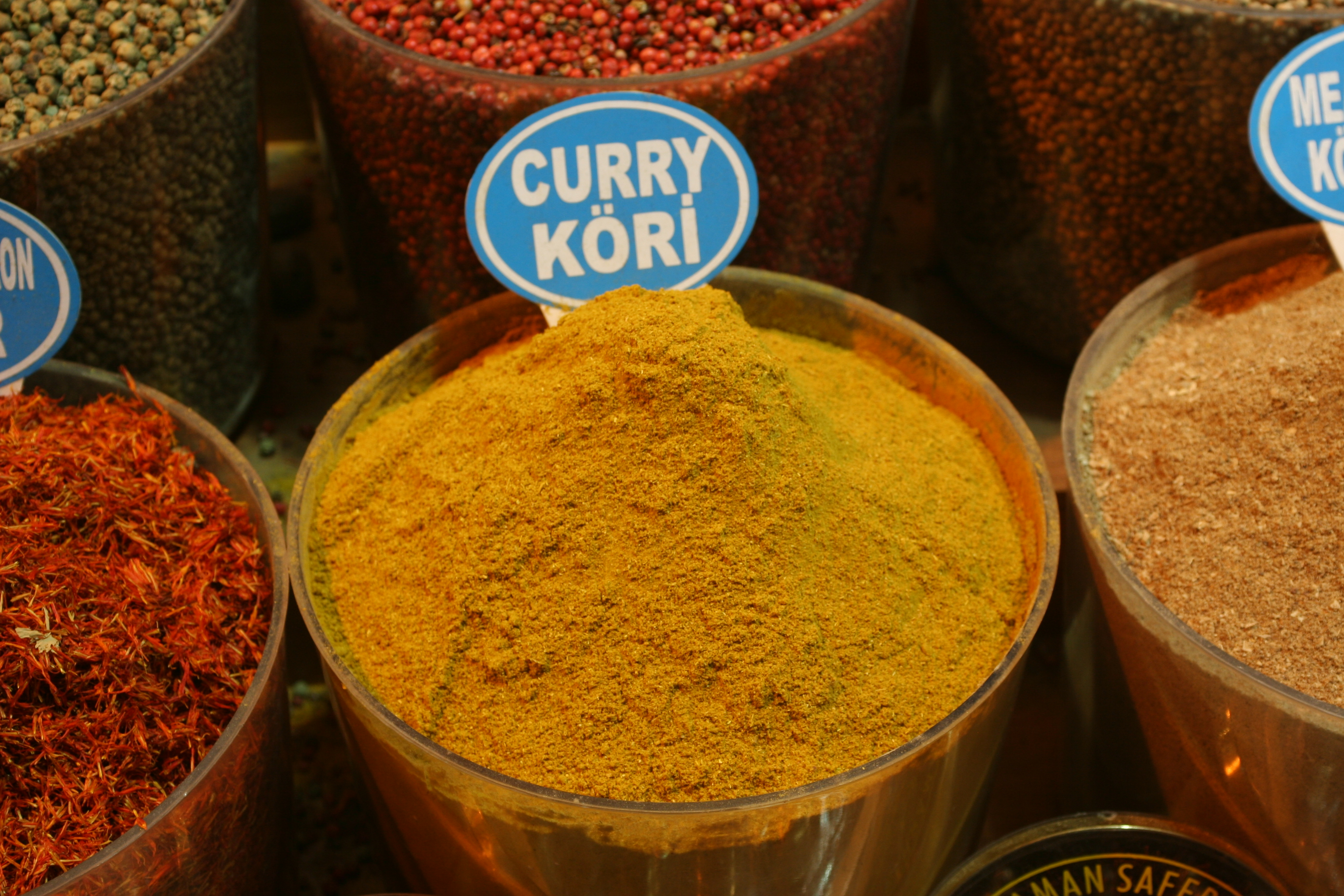
Порошок карі

Приправа ка́рі — суміш спецій різноманітна за складом.
Приправа карі типово складається з суміші таких спецій і прянощів як коляндра, кмин, гірчиця, кардамон, червоний перець, кориця, мускатний горіх, гвоздика, куркума, пажитник. Колір приправи залежить від того, які складові використано, наприклад, зелений карі робиться із використанням зеленого перцю.
Також цей термін вживають для назви великої різноманітності приправ, до складу яких входить листя карі, яке вживається в кухні Південної Індії.
Приправу карі використовують для приготування  страви карі.

## Етимологія
На Заході слово «карі» означає індійське карі, яке готують на індійському субконтиненті з різними комбінаціями спецій. Компонент, схожий на соус, що характеризується словом «карі», походить від тамільського слова kaṟi, що означає «соус» або «присмак до рису», і знаходить синоніми до інших регіональних посилань на місцеві страви, що розвивалися впродовж тисяч років на індійському субконтиненті, наприклад «джхол», «шорба» і «калія».

## Історія
Суміш спецій, що походить з Індійського субконтиненту, де її зазвичай називають гарам масала.
Основні інгредієнти порошку карі складаються з імбиру, часнику, фенхелю, макухи, кмину, коріандру, кардамону, кориці та куркуми, і використовуються вже більше 4000 років, принаймні з часів цивілізації долини Інду.
Також, деякі автори припускають, що карі створено англійцями під час колонізації Індії, як спроба скопіювати смак індійських страв.
Оскільки порошок карі є комерційно доступним на західних ринках, його можна порівняти з традиційною індійською сумішшю спецій, відомою як «гарам масала».
Задуманий як готовий інгредієнт, призначений для повторення смаку індійського соусу, він вперше був проданий індійськими купцями британським торговцям.
Порошок карі використовувався як інгредієнт у британських книгах рецептів XVIII століття і був комерційно доступним з кінця XVIII століття з такими брендами, як Crosse &amp; Blackwell і Sharwood's, які зберігаються до теперішнього часу. Інгредієнт «порошок карі» разом з інструкціями щодо його виробництва також зустрічається в американських і австралійських кулінарних книгах і рекламі XIX століття.
Британські торговці привезли порошок до Японії Мейдзі в середині XIX століття, де його стали називати японським карі.

## Склад
Було визначено ряд стандартів на порошок карі. Більшість окреслює аналітичні вимоги, такі як вологість, зольність і вміст олії, а також допустимі добавки. Деякі також визначають ряд очікуваних інгредієнтів.
У Сполучених Штатах очікується, що порошок карі міститиме принаймні такі інгредієнти: куркуму, коріандр, пажитник, корицю, кмин, чорний перець, імбир і кардамон.
Східноазійський стандарт 1999 року (EAS 98:1999) не визначає базову лінію інгредієнтів. Новіший проект 2017 року з Уганди потребує куркуми, коріандру, кмину, пажитника та гірчиці.
Індійський (FSSAI), пакистанський (PS:1741-1997) і міжнародний (ISO 2253:1999) стандарти не визначають базову кількість основних інгредієнтів.

## Харчова інформація
Одна столова ложка (6,3 г) типового порошку карі містить наступні поживні речовини (згідно з USDA):
- Харчова енергія: 84 кДж (20 ккал)
- Жири: 0,883 г
- Вуглеводи: 3,52 г
- Клітковина: 3,35 г
- Білки: 0,9 г